# ライパッチ
ライパッチは、吉本興業東京本社（東京吉本）所属のお笑いコンビ。旧コンビ名は「来八（ライパチ）」。2002年結成、2014年7月24日解散。

## メンバー
小林 透（こばやし とおる、1981年8月29日 - ）ツッコミ担当。
- 京都府舞鶴市出身。早稲田大学社会科学部卒。愛称は「こば」。大学に通っていたため、NSCには通っていない。

- 身長167cm、体重57kg、血液型O型。趣味は読書、料理、古書店巡り。特技はダンス、少林寺拳法。

- 尊敬する芸人は今田耕司。座右の銘は「棚から牡丹餅」。

- 大学でダンスをやっていた時は「スマッシュ小林」という名前で活動していた。かつて「六本木カレーボーイズ」で「チキンとおる」という名前で活動していたこともある。ダンス要員として、DJイベントに参加していることがある。チュートリアルの単独ライブや遠山大輔（グランジ）、押見泰憲（元犬の心）、伊藤智博（LLR）のアイドルユニット『DOI』へダンス指導として参加したことがある。自身のシチサンライブの際には、冒頭でダンスを披露している。

- 視力が悪く、舞台上ではコンタクトレンズを着用している。

- 田中曰く、「相方の好きなところは妙に自信のある所、逆に嫌いなところはおおざっぱな所。」

田中 慎（たなか しん、1981年7月20日 - ）ボケ担当。
- 京都府舞鶴市出身。立教大学卒。

- 身長173cm、血液型A型。趣味は映画観賞、特技はバスケットボール。

- 尊敬する芸人は高田純次。

- 東京NSC7期生Dクラス。在学時代、受け答えの悪さから先輩に裏で厳しく指導され、卒業一ヶ月前まで登校せずに大学に通っていた。しかし、「芸人をやりたくて東京に来たのに、このままでは終われない」と思い、再びNSCに通い始めた。

- ネタ中、噛むことが多々ある。漫才のツカミで、「中国産のカイワレ大根」、「コボちゃん」、「中国映画ですぐ殺される顔」といわれる。

- 2010年2月4日の『AGE AGE LIVE』から、眼鏡を着用するようになった[1]。本人は視力がよいため、本来眼鏡をかける必要はないが、二年前から眼鏡着用を思案していたこと、同年1月28日の同ライブでのトークにて、桑原尚希（クレオパトラ）の眼鏡を借り、会場で「眼鏡をかけた姿とそうでない姿ではどちらがよいか」とアンケートをとった結果、「眼鏡姿がよい」と言われ、MC担当のユウキロック（ハリガネロック）にも「死神感が消えていい」と言われたり、ブログ上の評判も良かったことなどから、眼鏡をかけて舞台に上がることを決意したという。かつて眼鏡をかけてネタを行った際に「視野が狭くなり、ネタがやりにくい」という理由で以降眼鏡をかけることはなかったが、上記のような経緯があり、再び眼鏡をかけることとなった。また、神保町花月の役柄上、何度か眼鏡姿は披露してきていた。

- 小林曰く、「田中のいいところは『無駄にスタイルがよい』『動物、虫に優しい』『無駄に手が綺麗』」また、「たまに、ええこと言う」ところ。「無駄に足長い」、「無駄に首長い」とも言われている。逆に嫌いなところは、「足が臭い、電話すると長い」。

## 概要
小林透と田中慎によるコンビで、ネタは主にコントを行う。漫才も行うことがあり、小林にツッコミを入れられた後に田中が「何でそんなこというんやろか」と言い、自虐を入れていくことが特徴である。2人は中学時代からの友人で、20年に及ぶ付き合いがある。結成日はお互いの成人式。かつてコンビで同居していた。
旧コンビ名の由来は、野球の「ライト八番」(へたくそ、の意)。また、「末広がりになるように」という意味を込めて、漢数字の八が使われている。
2009年6月末、現在のコンビ名に改名。新コンビ名の由来は、占い師に「らいぱち」、「ライパッチ」、「ライパッチン」、「ライスパーチー」（これは単純に小林が面白いと思って提案したもの）などを見てもらった結果、ライパッチに「とてもいい意味というわけではないが、動き出す」という結果が出たため。
2014年7月24日、公式Twitterアカウントにて解散を発表した。

## 舞台
- 初舞台は「お笑い幼稚園」というシアターDで行われていたライブ。ミルククラウンと同じだったが、同期にあまり面識がなかった田中は、ミルククラウンの竹内に、「ミルククラウンってどなたですか？」と聞いてしまった。

### 渋谷∞ホール
- AGE AGE LIVE
- シチサンライブ

2010年3月20日、7月10日にはライパッチMCのシチサンライブが行われた。第一回目は「田中特技発掘サミット」、第二回目は「売れたいから！田中が受けたい授業」というコーナーでライブを行っている。
- よしもと無限大
- TOKYO GEININ COLLECTION
- 30時間耐久トークリレー・オールナイトの部

### ルミネtheよしもと
- 5じ6じ
- 業界一の青田買い
- 怒涛の新ネタ20連発

### 新宿シアターモリエール
- 7期漫才
- 漫才BATTLE
- コントBATTLE
- 新人計画バトルライブ

### シアターブラッツ
- 724～7期と24期で724～
- 神保町花月～ネタもん～
- 吉本ライブまつり～ネタもん～

### 渋谷シアターD
- 七期トーク
- 渋谷新人計画
- 7じ9じへの道
- 浅草花月への道
- 真夜中のわっしょい祭
- タブロイド寄席

### 新宿LOFT PLUS ONE
- カラテカ入江軍団トークライブ
- 星屑たちのステージ
- 六本木ナイト～ネタがやりたきゃ手売りしな～

### 新宿NAKED LOFT
- ドキッ！男だらけのパジャマパーティー
- 星屑達のミニステージ〜屑野郎の集い

### 阿佐ヶ谷ロフトA
- 阿佐ヶ谷キッド
- ROPPONGIG

### 新宿Fuホール
- ホラカクプレライブ
- ホラ若手だよ

### その他舞台
- NANA…東京NSC7期生によるライブ
- BENKEI…あうるすぽっと
- YOSHIWARA…京橋花月
- POISON GIRL BANDトークライブ「屋根裏部屋」…渋谷屋根裏
- FMお笑い道場…笹塚デュオステージBBs
- ヨシモト秋笑い…南大塚ホール
- ダイノジpresentsおもしろディナーショー…新宿ピンクビッグピッグ
- 雅天印（がてんじるし）…お江戸上野広小路亭
- 俺軍祭…浅草木馬亭
- 嗚呼、爆笑神！…中野スタジオあくとれ
- カレーライス寄席…中目黒ウッディーシアター
- 日曜寄席チッタ…CLUB CITTA'
- 犬の心 池谷一門会その2…北沢タウンホール
- 劇団乙女団(小林のみ)…ラフォーレ原宿
- よしもと若手だらけの運動会…駒沢オリンピック公園総合運動場体育館
- M-1前哨戦…草月ホール
- ジャイアンナイト
- お笑い虎の穴

- ショータイム〜ダンスとコントします〜(小林のみ)…雷5656会館 ときわホール

- M-1グランプリ
- キングオブコント
- ライブスタンド08…幕張メッセ

- 2010年1月14日『グラインドハウスライブ ライパッチ＆マヂカルラブリー』…THEATER BRATS

マヂカルラブリーとの合同単独だが、ライパッチにとっての初単独である。

## 神保町花月
来八としての出演
- 2007年9月11日～9月17日…仮面家族

小林／豪徳寺組の準構成員・斎藤役、田中／豪徳寺組下っ端・猿田川 役
- 2007年10月10日～10月14日…僕を忘れて

小林/若手ミュージシャン・ナオキ 役、田中/ワイドショーレポーター・田中 役
- 2008年2月13日～2月17日…ラストニュース

小林/刑事・安永 役、田中/与田 役
- 2009年2月17日~2月22日…URAKEN

小林/剣道家の高校二年生・沖田総次郎 役、田中/情報屋の高校一年生・高杉健作 役
- 2009年6月2日～6月7日…マイホーム

小林/マルチタレント・真田カズヤ 役、田中/ギタリスト、番組スタッフ、ジェシー、ヤンキー 役
ライパッチとしての出演
- 2009年8月25日～8月30日『傷心旅行～センチメンタルジャーニー～』(座長公演)

小林/寺部役 、田中/山口 役
- 2010年6月14日～6月19日『夏だから。夏こそは。夏なのに。』

小林/元ホストのギャンブラー・鷹山 役、田中/神様 役

## 出演番組
- 本番で〜す!（テレビ東京）
- 昭和×平時空間☆世代バトル 昭和×平成 SHOWはHey! Say!（日本テレビ、小林のみ）
- エンタの天使（日本テレビ）
- やりすぎコージー（テレビ東京）
- U・LA・LA（TOKYIO MX）
- ひかり荘（casTY）
- 神保町花月アワー（あっ!とおどろく放送局）
- ギロチンガールズ　- 小林/自意識過剰男、田中/武勇伝男

- PLAY!AWA'S 〜美と笑いの大お見せ合いパーティ〜（GyaO）
- ハッピーMusic（日本テレビ）
- 芸人報道（日本テレビ）